# Atolówki
Atolówki (Gyginae) – monotypowa podrodzina ptaków z rodziny mewowatych (Laridae).

## Rozmieszczenie geograficzne
Podrodzina obejmuje szeroko rozpowszechnione gatunki występujące na tropikalnych i subtropikalnych wyspach Oceanu Spokojnego, Atlantyckiego i Indyjskiego.  

## Morfologia
Długość ciała 23–33 cm, rozpiętość skrzydeł 70–87 cm; masa ciała 77–157 g. 

## Systematyka
Podrodzinę wyodrębnił w 1959 roku belgijski ornitolog i teriolog René Karel Verheyen w artykule zatytułowanym Uwaga dotycząca podstawowej systematyki Lariformes, opublikowanym w czasopiśmie „Mededelingen Koninklijk Belgisch Instituut voor Natuurwetenschappen”. Rodzaj Gygis zdefiniował w 1832 roku niemiecki przyrodnik Johann Georg Wagler w artykule zatytułowanym Nowe rodziny i rodzaje ssaków i ptaków, opublikowanym w czasopiśmie „Isis von Oken”. Gatunkiem typowym jest (oznaczenie monotypowe) atolówka śnieżna (G. candida).

### Etymologia
- Gygis: gr. γυγης gugēs ‘mityczny ptak wodny’ wspomniany przez Dionizjosa[7].
- Leucanous: gr. λευκος leukos ‘biały’; genus Anous Stephens, 1826 (rybołówka)[8]. Gatunek typowy (oryginalne oznaczenie): Gygis microrhyncha H. Saunders, 1876.
- Alphagygis: gr. αλφα alpha ‘pierwszy’; rodzaj Gygis Wagler, 1832[9].

### Podział systematyczny
Do podrodziny należy jeden rodzaj wraz z następującymi gatunkami: 
- Gygis alba (Sparrman, 1786) – atolówka biała
- Gygis candida (J.F. Gmelin, 1789) – atolówka śnieżna
- Gygis microrhyncha H. Saunders, 1876 – atolówka tropikalna